# 片木淳
片木 淳（かたぎ じゅん、1946年または1947年 - ）は日本の自治官僚、地方公務員。消防庁次長等を経て、早稲田大学大学院公共経営研究科教授を務めた。

## 来歴
大阪府泉南市出身。灘高等学校を経て、東京大学法学部II類（公法）卒業。消防庁次長等を経て、早稲田大学大学院公共経営研究科教授を務めた。

## 略歴
- 1971年7月 京都府出向[2]
- 1973年9月 自治省行政局公務員部公務員第一課[2]
- 1974年4月 自治省税務局市町村税課[2]
- 1976年4月 鹿児島県企画部参事[2]
- 1977年8月 鹿児島県観光物産課長[2]
- 1979年5月 鹿児島県財政課長[2]
- 1981年4月 自治省行政局行政課課長補佐[2]
- 1983年4月 大阪市経済局参事[2]
- 1986年7月 自治省企画室[2]
- 1987年4月 高知県保健環境部長[2]
- 1989年4月 高知県総務部長[2]
- 1991年4月 自治省大臣官房広報室長兼行政相談担当官[2]
- 1992年8月 北海道総務部長[2]
- 1994年7月 自治省財政局公営企業第一課長[2]
- 1995年6月 大阪府総務部長[2]
- 1998年7月 自治省大臣官房審議官（選挙共済等担当）[2]
- 1999年1月 自治省行政局選挙部長[2]
- 2000年12月 消防庁次長[2]
- 2001年7月 公営企業金融公庫理事[2]
- 2003年4月 早稲田大学大学院公共経営研究科教授[2]
- 2005年4月 早稲田大学メディア文化研究所長[2]
- 2012年11月	地方公務員災害補償基金情報公開・個人情報保護審査会委員[2]
- 2013年10月	新宿区空き家等適正管理審査会会長[2]
- 2015年11月	選挙市民審議会共同代表[2]
- 2017年3月 弁護士登録[2]
- 2017年6月 弁護士法人TLEO虎ノ門法律経済事務所入所[2]
- 2018年4月 瑞宝中綬章受章[3]